# Bewafaa
Bewafaa (angielski tytuł: Unfaithful, niemiecki: Untreu) – indyjski dramat z 2005 roku z Anil Kapoorem, Akshay Kumarem, Kareena Kapoor i Sushmita Sen w rolach głównych. Reżyserem i scenarzystą filmu jest Dharmesh Darshan, autor takich filmów jak Raja Hindustani (1996) czy Dhadkan (2000). Muzykę skomponował duet Nadeem-Shravan nagradzany za muzykę do filmów Raja Hindustani, Raaz, "Dhadkan" i "Deewana" (debiut Shah Rukh Khana). Tematem filmu jest konfrontacja różnych systemów wartości, obrona wartości rodziny, macierzyństwa, małżeństwa. Na tym tle rozgrywa się historia miłosna, najpierw w Montrealu w świecie indyjskich emigrantów, potem w Delhi.

## Obsada
- Anil Kapoor – Aditya Sahai
- Akshay Kumar – Raja
- Kareena Kapoor – Anjali Sahai
- Sushmita Sen – Aarti Sahai
- Shamita Shetty – Pallavi Arora
- Manoj Bajpai – Dil Arora
- Nafisa Ali – matka Anjali i Aarti
- Kabir Bedi – ojciec Anjali i Aarti

## Ścieżka dźwiękowa
1. Ek Bewafaa Hai
2. Ishq Chupta Nahi
3. Kehta Hai Kabutar
4. Pyar Ki Raahein
5. Ek Dilruba Hai
6. Kaise Piya Se
7. Pyar Ka Anjaam
8. Drum Beat (utwór instrumentalny)
9. Kaise Piya Se (utwór instrumentalny)